# Люти, Фридрих
Фридрих Люти (нем. Friedrich Lüthi; 19 декабря 1850 — 16 марта 1913, Женева) — швейцарский стрелок, чемпион летних Олимпийских игр 1900.
На Играх Люти участвовал в соревнованиях по стрельбе из пистолета. В одиночном состязании он занял седьмое место, набрав 435 очка. В командном его сборная заняла первое место, выиграв золотые медали.